# Impact Wrestling
Impact Wrestling (стилизирана като IMPACT), е базирана в Канада американска компания за професионална борба (кеч). Компанията се управлява от Anthem Wrestling Exhibitions, LLC, дъщерно дружество на Anthem Sports & Entertainment.
Основана от Джеф Джарет и баща му Джери Джарет през 2002 г. в Нашвил, Тенеси, компанията първоначално е известна като NWA: Total Nonstop Action (NWA-TNA) и е свързана с National Wrestling Alliance (NWA). Тя се оттегля от NWA през 2004 г. и става известна като Total Nonstop Action Wrestling (TNA), но продължава да използва титлите NWA World Heavyweight и NWA World Tag Team като част от споразумение. След като споразумението приключва през 2007 г., компанията създава своя собствена TNA World Heavyweight и TNA World Tag Team. Компанията е закупена от Anthem в началото на 2017 г. и е преименувана на Impact Wrestling като основното си седмично шоу.
Impact Wrestling (под предишното си име, TNA) се смята за втората най-голяма професионална компания по борба в САЩ след WWE поне до 2015 г. Въпреки това, от средата на 2017 г. Impact все повече се смята, че изостава от дългогодишния си съперник Ring of Honor. Загубата на бившия им телевизионен договор и кадровите въпроси са отбелязани като фактори, допринасящи за техния спад.

## История

### Началото – седмичните PPV-та
След като WWE закупи WCW, тя стана най-голямата и влиятелна кеч компания в Америка и това вдъхнови Джери и Джеф Джарет да създадат своя кеч лига на име JSports & Entertainment през май 2002 с финансовата помощ на National Wrestling Alliance и HealthSouth. През октомври 2002 HealthSouth се отказаха от проекта поради финансови проблеми и бяха заместени от Panda Energy. Компанията е преименувана на TNA Entertainment.
Бизнесът на TNA се различава от този на WWE по няколко главни причини. TNA не прави турове из страната и билетите за шоутата са евтини. Тогава седмичното им шоу Xplosion се превръща в седмично PPV. Te започват на 19 юни 2002 г. и се провеждат главно в Nashville Fairgrounds, за да не се харчат пари. Въпреки евтините цени на билетите те не се продават много. След 27 месеца TNA открива фен-организация, която може да финансира техни тричасови PPV-та. Първото им месечно PPV – Victory Road, се провежда на 7 ноември 2004 г., но отново няма успех.
TNA е първата кеч компания, която използва шестоъгълен ринг вместо оригиналния правоъгълен (въпреки че първоначално са били с класическия). Различава се също и по това, че титла може да бъде изгубена чрез дисквалификация или отброяване и по това, че преди мач, звездите си проправят път към ринга по две рампи – една за отрицателните герои (Heel) и една за положителните (Face).

### TNA iMPACT!
Излъчването на TNA iMPACT! започна на 4 юни 2004 по Fox Sports Net и скоро измести седмичните PPV-та, като останаха месечните. Шоуто не се справяше добре в рейтингите и след една година договорът не е подновен. Това остави TNA без телевизионен договор за предаването. Компанията започна да го излъчва в официалния си сайт, докато сключи сделка със Spike TV. Първото издание се проведе на 1 октомври 2005. Оттогава шоуто започна да получава много по-високи рейтинги и се излъчва в централно време в четвъртък.

### Експанзия
Отделно от седмичните шоута, TNA започна провеждането на house shows на 17 март 2006 г. и през октомври – да провежда някои от PPV-тата си извън обичайната си Impact зона. Също така, TNA сключи договор за компютърна игра от Midway, наречена TNA Impact, която ще излезе през 2008 г. През април 2006 се появи сделка с YouTube, която снабдява сайта на TNA с ексклузивни клипове и интернет шоута. През януари 2007 г. сделка с New Motion, Inc доведе до появата на услугата TNA Mobile.
През август 2007 координаторът по шоутата Крег Джънкинс заяви, че смятат да направят Impact двучасово шоу от октомври. Щяло да има 8 PPV-та годишно и 96 house show-та извън Орландо, Флорида.

### Намеса на знаменитости
Няколко знаменитости са се появявали в TNA в различни роли. Кънтри музикантът Тоби Кийт изпълни някои от официалните песни за PPV-тата, а шофьорите на NASCAR Хърми Садлър и Стърлинг Марлин помогнаха за промоцирането. През септември 2002, актьорът Дъстин Даймънд се би в мач по бокс в TNA, а през октомври Крис Рок е интервюиран по време на едно PPV. През юли 2004, Джеф Хамънд се появи като коментатор и дори се би в мач преди да напусне през 2005. Същият месец баскетболистът Денис Родман придружи 3LiveKru до ринга в епизод на TNA Impact!.
През май 2005 г. специалистът по бойните изкуства Тито Ортиз е съдия на Hard Justice. Завръща се през октомври 2005 г. като рефер на Bound For Glory.
През декември 2005, бейзболистът Ей Джей Пиерзински е мениджър на Turning Point, където той и колегата си Джони Деймън се появиха в мач. Пиерзински се появи и на TNA Impact през януари 2007, започвайки вражда с Дейвид Ексщайн, която приключи през февруари на Against All Odds, когато кечист мениджиран от Пиерзински загуби от този на Ексщаин. Пиерзински също представи TNA на епизод от Cold Pizza през октомври 2006.
През февруари 2007 г. актьорът Стив Ширипа се появява в ролята на роднина на Отбора 3D. През юни 2007 г. футболистите Франк Уичек и Кайл Ванден Бош се появяват на Slammiversary, като Уичек се бие.

### Стил
Шоутата на TNA смесват балансирано кеча със сюжет. Този стил се появи за първи път през 1980 г. PPV-тата често служат като завършеци на враждите от миналите седмични шоута. TNA се различава с шестоъгълния си ринг и с това. че шоутата не се водят в арена, а в звукозаписно студио, като така поддържа своя регионален вид. Кечистите се делят на типични рестлери в тежка категория и отборна дивизия и на звезди от Х Дивизията.

### Х Дивизията
Летящият рискован стил е един от елементите на WCW и ECW. Вместо да наблягат на това, че обикновено тези кечисти са под 100 кг като я наричат „дивизията в лека категория“, TNA наблягат на това колко атлетични и рисковани са ходовете. Няма граница за това колко трябва да тежи кечистът, за да бъде в Х Дивизията (макар че повечето рестлери в нея наистина са под 100 кг с изключение на Самоа Джо). Дивизията е преименувана няколко пъти през годините, но си остава една от главните атракции на TNA.

### Шампионски титли
Първоначално TNA държеше Световната титла в тежка категория на NWA и Световната отборна титла на NWA и титлата на Х Дивизията е единствената създадена и изцяло контролирана от TNA. По традиция, шампионите на NWA защитават титлите си в други компании, които са част от съюза. Това не беше така, когато коланите бяха в компанията на Джарет, за да не се изпълняват тези задължения. За кечистите, спечелили и трите титли, се казва че са спечелили Тройната корона на TNA. Единствената звезда, направила това, е AJ Стайлс. На 13 май NWA оттеглиха титлите си от компанията и се появиха два нови пояса – Световна титла в тежка категория на TNA и Световна отборна титла на TNA. Заедно с това, коланът на Х Дивизията получи нов дизайн.

### Новата ера
В края на 2009 г. Хълк Хоган обявява своя дебют в TNA, който се състои на 4 януари 2010 г. С него се появяват и куп легендарни звезди, като – Рик Флеър, Джеф Харди, Ерик Бишов, Орландо Джордан, Скот Хол, Сикс Пак, Томи Дриймър, Сабу и много други.
Традиционният за TNA шестоъгълен ринг се заменя с класическия четириъгълен, така TNA стават равноправна конкуренция на WWE. Седмичното им шоу Impact се премества в понеделничната вечер и се излъчва по времето на WWE Monday night RAW. Множество от класическите мачове на TNA като, King of the mountain се премахват и организацията придобива нов и традиционен за кеча стил, необичаен за TNA.

## Наименования
- NWA: Total Nonstop Action (2002 – 2004)
- Total Nonstop Action Wrestling (2004 – 2017)
- Impact Wrestling (март 2017 – юни 2017 г., септември 2017 г. – сега)
- Global Force Wrestling (юни 2017 – септември 2017 г.)